# Vaccinium erythrocarpum
Vaccinium erythrocarpum es una especie de fanerógama perteneciente a la familia de las ericáceas.

## Hábitat
Es nativa del sudoeste de Cuba y sudoeste de Norteamérica en  Virginia, Carolina del Norte y Tennessee donde crece en bosques y zonas de sombra.

## Descripción
Se trata de un arbusto caducifolio que florece en junio. Las flores son hermafroditas que son polinizadas por los insectos. Producen bayas de color escarlata.

## Usos
El fruto puede ser comido crudo o cocido y se utiliza en jaleas, etc . Las bayas tienen un sabor excelente , algo agrias de acuerdo con un informe, mientras que otro dice que puede ser dulce o insípido.

## Taxonomía
Vaccinium stenophyllum fue descrita por André Michaux y publicado en Flora Boreali-Americana 1: 227–228. 1803.
Etimología
Ver:  Vaccinium
erythrocarpum: epíteto latíno que significa "con fruto rojo".
Sinonimia
- Hugeria erythrocarpa (Michx.) Small
- Oxycoccus erythrocarpus ((Michx.) Pers.)[3]